# Артур Вермерен
Артур Вермерен (фр. Arthur Vermeeren, нар. 7 лютого 2005, Лір, Бельгія) — бельгійський футболіст, півзахисник німецького клубу «РБ Лейпциг» і збірної Бельгії.

## Ігрова кар'єра

### Клубна
Артур Вермерен є вихованцем футбольної школи клубу «Антверпен», де з 2018 року він виступав за молодіжну команду клубу. З 2022 року молодого футболіста почали залучати до матчів першої команди. Дебют Вермерена на професійному рівні відбувся у серпні 2022 року у матчі кваліфікації Ліги конференцій проти норвезького «Ліллестрема». Його дебютну гру відмітив тренер «Антверпена» Марк ван Боммел.
В чемпіонаті Бельгії Вермерен першу гру провів 20 жовтня 2022 року проти «Остенде». За результатми сезону 2022/23 у складі «Антверпена» став чемпіоном Бельгії, а також виграв Кубок та Суперкубок країни.
Восени 2023 року футболіст зіграв свої перші матчі у груповому раунді Ліги чемпіонів.
28 січня 2024 року перейшов в іспанський клуб «Атлетіко» (Мадрид), уклавши контракт на 6,5 років. Сумма трансферу склала 18 млн євро. 31 січня 2024 року дебютував за «Атлетіко», вийшовши в стартовому складі в матчі Ла-Ліги проти «Райо Вальєкано».

### Збірна
З 2021 року Вермерен виступав за юнацькі та молодіжну збірну Бельгії. 13 жовтня 2023 року у матчі кваліфікації до Євро-2024 проти команди Австрії дебютував у складі національної збірної Бельгії.

## Досягнення
«Антверпен»
- Чемпіон Бельгії: 2022/23
- Володар Кубка Бельгії: 2022/23
- Володар Суперкубка Бельгії: 2023